# Trandafir Cocârlă
Trandafir Cocârlă (* 4. April 1929 in Turnu Ruieni, Kreis Caraș-Severin; † 1991 in Timișoara, Kreis Timiș) war ein rumänischer Politiker der Rumänischen Kommunistischen Partei PCR (Partidul Comunist Român) und Diplomat, der unter anderem zwischen 1977 und 1979 sowie erneut von 1981 bis 1984 Minister für elektrische Energie war. Er fungierte zudem zwischen 1984 und 1990 Botschafter in Österreich sowie zugleich Ständiger Vertreter bei der Internationalen Atomenergie-Organisation IAEA in Wien.

## Leben

### Studium, Parteisekretär und Mitglied der Großen Nationalversammlung
Trandafir Cocârlă absolvierte ein Studium an der Fakultät für Elektrotechnik des Polytechnischen Instituts Timișoara und schloss dieses als Ingenieur der Fachrichtung Elektrotechnik ab. Er erwarb zudem einen Doktor der technischen Wissenschaften und wurde 1956 Mitglied der Rumänischen Arbeiterpartei PMR (Partidul Muncitoresc Român). Er absolvierte zwischen 1961 und 1965 ein Studium an der Parteihochschule „Ștefan Gheorghiu“ und wurde 1962 Sekretär des PMR-Stadtkomitees Timișoara, ehe er zwischen 1965 und Februar 1968 Sekretär des PCR-Komitees der Region Banat. Danach übernahm er von Februar 1968 bis zum 15. Dezember 1970 den Posten als Sekretär als Sekretär des PCR-Komitees im Kreis Timiș. Auf dem Zehnten Parteitag der PCR (6. bis 12. August 1969) wurde er zum Kandidat des Zentralkomitees (ZK) der PCR gewählt.
Cocârlă bekleidete zwischen Januar 1971 und dem 27. Januar 1977 in Personalunion die Ämter als Erster Sekretär des Parteikomitees im Kreis Caraș-Severin und als Vorsitzender des Exekutivkomitees des Volksrates dieses Kreises. Zugleich wurde er am 4. Februar 1973 Mitglied der Großen Nationalversammlung (Marea Adunare Națională), in der er anfangs bis 1980 den Wahlkreis Caransebeș und anschließend zwischen 1980 und 1985 den Wahlkreis Salonta vertrat. Des Weiteren gehörte er zwischen dem 12. Mai 1973 und dem 24. März 1976 dem Rat der Wirtschaftlich-Sozialen Organisation (Consiliul Organizarii Economico-Sociale) als Mitglied an. Auf dem darauf folgenden Elften Parteitag der PCR (24. bis 27. November 1974) wurde er Mitglied des ZK der PCR und gehörte diesem Gremium bis zum Zwölften Parteitag an. In der Großen Nationalversammlung gehörte er zwischen dem 22. März 1975 und dem 9. Juli 1979 dem Ausschuss für Industrie, Wirtschafts- und Finanzangelegenheiten an.

### Minister für elektrische Energie und Botschafter
Als Nachfolger von Nicolae Mănescu übernahm Trandafir Cocârlă am 27. Januar 1977 im Kabinett Mănescu II das Amt als Minister für elektrische Energie (Ministrul energiei electrice) und bekleidete dieses bis zum 1. Februar 1979, woraufhin Gheorghe Cioară ihn ablöste. Einige Monate nach seinem Ausscheiden aus der Regierung fungierte er zwischen dem 3. September 1979 und dem 26. März 1981 als stellvertretender Leiter der ZK-Abteilung für Organisation und wurde auf dem Zwölften Parteitag der PCR (19. bis 23. November 1979) dann zum Mitglied der Zentralen Revisionskommission (ZRK) der PCR gewählt und gehörte diesem Gremium nach seiner Bestätigung auf dem Dreizehnten Parteitag der PCR (19. bis 22. November 1984) bis zum 24. April 1985 an. Zugleich wurde er am 18. Januar 1980 Sekretär des Exekutivbüros der Front für Demokratie und sozialistische Einheit FDUS (Frontul Democrației și Unității Socialiste), ein Dachverband, der für den organisatorischen Rahmen der Vereinigung der politischen und sozialen Kräfte der sozialistischen Nation sowie aller Massen- und öffentlichen Organisationen unter der Führung der PCR gebildet wurde. Zugleich war er zwischen dem 1. April 1980 und dem 30. Dezember 1981 Sekretär des Validierungsausschusses der Großen Nationalversammlung.
Am 26. März 1981 löste Cocârlă im Kabinett Verdeț II nunmehr Gheorghe Cioară als Minister für elektrische Energie und hatte dieses Amt vom 21. Mai 1982 bis zu seiner Ablösung durch Nicolae Bușui am 29. März 1984 auch im Kabinett Dăscălescu I. Er selbst wurde nach seinem Ausscheiden aus der Regierung am 24. April 1984 Nachfolger von Octavian Groza außerordentlicher und bevollmächtigter Botschafter in Österreich sowie zugleich Ständiger Vertreter bei der Internationalen Atomenergie-Organisation IAEA in Wien und verblieb auf diesen diplomatischen Posten bis zum 30. Januar 1990.

### Ehrungen und Auszeichnungen
Für seine langjährigen Verdienste wurde Cocârlă mehrfach ausgezeichnet und erhielt unter anderem 1962 den Orden der Arbeit Dritter Klasse (Ordinul Muncii), 1964 den Stern der Volksrepublik Rumänien Dritter Klasse (Ordinul Steaua Republicii Populare Române), 1965 den Orden 23. August Vierter Klasse (Ordinul 23. August), 1971 den Orden Tudor Vladimirescu Dritter Klasse (Ordinul Tudor Vladimirescu), 1974 den Landwirtschafts-Verdienst-Orden Erster Klasse (Ordinul „Meritul Agricol“) sowie 1981 noch den Orden der Arbeit Zweiter Klasse.